# Ruth Nussbaum
Ruth Nussbaum (* 9. September 1911 in Berlin als Ruth Offenstadt; † 27. April 2010 in Los Angeles, Kalifornien) war eine deutsch-amerikanische Publizistin, Übersetzerin und Rebbetzin (Ehefrau eines Rabbiners).

## Leben und Werk
Ruth Offenstadt wurde am 9. September 1911 in Berlin geboren. Sie war nach der zwei Jahre älteren Lily die zweite Tochter von Max und Margarete Offenstadt. Ihr Vater war Händler. Ruth Offenstadt studierte französische Literatur, Philosophie und Kunstwissenschaft an den Universitäten in Berlin und Genf und beherrschte mehrere Sprachen. 1932 heiratete sie Fritz Toby, zwei Jahre später kam ihre Tochter Hannah zur Welt. Um dem Terror der Nationalsozialisten, dem Juden in Deutschland ausgesetzt waren, zu entfliehen, emigrierte die junge Familie 1936 nach Amsterdam. Im Jahr darauf ließen sich die Eheleute Toby scheiden. Während Fritz Toby weiter nach Palästina zog, blieb Ruth Toby mit ihrer Tochter, die in Anne Frank eine Spielgefährtin hatte, in Amsterdam. Dort lernten sich 1937 der Berliner Rabbiner Max Nussbaum und Ruth Toby kennen. Der gebürtige Bukowiner Max Nussbaum genoss aufgrund seines rumänischen Passes zunächst noch weitgehende Reisefreiheit, weshalb er sich häufiger in Amsterdam aufhalten konnte. Er hielt noch im Jahr ihres Kennenlernens um Ruths Hand an. Die beiden heirateten am 7. Juli 1938 in Amsterdam. Die jüdische Trauung, die unter Beobachtung durch die Geheime Staatspolizei stand, vollzog Rabbiner Leo Baeck eine Woche später in Berlin.
Während die meisten Rabbiner bereits seit Mitte der 1930er die Stadt nach und nach verließen, blieb Max Nussbaum aus „persönlichen und Gewissensgründen“, wie er schrieb, noch bis 1940 mit seiner Frau in Berlin bei seiner Gemeinde. Während der Novemberpogrome 1938 rettete er aus seiner brennenden Synagoge eine kleine Tora, die noch heute in dem nach Max und Ruth Nussbaum benannten Altarraum des Temple Israel of Hollywood in Los Angeles aufbewahrt wird. Max Nussbaum galt in der jüdischen Gemeinde als liberaler Zionist und Reformer und war bekannt für seine glühenden Reden. Einer Verhaftung durch die Nationalsozialisten entging er nur knapp. Das Paar wartete 15 Monate auf die Papiere für die geplante Auswanderung in die USA, denn ein Visum war mit der Zusicherung einer festen Anstellung in Amerika verbunden. Der New Yorker Rabbiner Stephen Wise vermittelte Max Nussbaum schließlich ein Arbeitsangebot in Muskogee, Oklahoma. Mit Hilfe eines Freundes gelangten Ruth und Max Nussbaum über die Schweiz, den unbesetzten Teil Frankreichs, Spanien und Portugal nach New York. Sie kamen dort am 24. August 1940 an. Ruths Tochter Hannah durfte aufgrund der Reisebestimmungen nicht mit dem Stiefvater reisen und blieb zunächst bei den Großeltern, die erst ein halbes Jahr später gemeinsam mit ihr in den Vereinigten Staaten eintrafen.
Für zwei Jahre trat Max Nussbaum seine Stelle als Rabbiner in Muskogee an, wo im November 1941 auch sein Sohn Jeremy geboren wurde. Ruth, die schon recht gut englisch sprach, unterstützte ihren Mann in der ersten Zeit und übersetzte für ihn. Nussbaums erhielten Einladungen in viele Klubs, Schulen und Kirchen aller Konfessionen, um Vorträge über die schwierige Lage der Juden in Deutschland zu halten. Ab 1941 gab Max Nussbaum zusätzlich Lehrveranstaltungen in Philosophie an der Universität Oklahoma. Er erhielt im August 1942, wiederum auf Empfehlung von Stephen S. Wise, eine Rabbinerstelle am Temple Israel of Hollywood – ein Amt, das er bis zu seinem Tod 1974 innehatte. Die Gemeinde in Los Angeles war einst von Filmproduzenten gegründet worden und pflegte intensive Beziehungen zu den Mitgliedern der ortsansässigen Filmbranche. Max Nussbaum begleitete viele bekannte Persönlichkeiten auf ihrem Weg zur Konversion, traute beispielsweise Elizabeth Taylor und Eddie Fisher oder bestattete Edward G. Robinson.
Ruth Nussbaum bekleidete die typische Rolle einer Rebbetzin. Sie unterstützte und beriet ihren Mann, lektorierte seine Reden und stand ihm bei der Wahrnehmung seiner öffentlichen Aufgaben zur Seite. Die Nussbaums pflegten intensive Kontakte zur deutschen Intelligenz, die sich hier ins Exil geflüchtet hatte. Mit Arnold Zweig stand Ruth Nussbaum in engem Briefkontakt; sie redigierte und kritisierte sogar einige seiner Arbeiten. Als Übersetzerin war Ruth Nussbaum für verschiedene Verlage und auch für die Filmbranche tätig. Für Lion Feuchtwanger übertrug sie Vom Geschichtsbewußtsein der Juden aus dem Deutschen ins Englische (The Jew’s Sense of History).
Die Nussbaums zählten zu den führenden Persönlichkeiten der zionistischen Bewegung. Sie nahmen an der ersten United Jewish Appeal (UJA) Mission teil, die nach Israel reiste, und erhielten gemeinsam den Brandeis Preis der Zionist Organization of America (ZOA). Ein Sabbatical Mitte der 1960er Jahre verbrachten sie in Jerusalem. 1964 wurde das Paar von Präsident Lyndon B. Johnson zum Staatsdinner zu Ehren des israelischen Premierministers Levi Eschkol ins Weiße Haus eingeladen. Auch der amerikanischen Menschenrechtsbewegung fühlten sich die beiden verbunden und kämpften für die Beseitigung der Rassenunterschiede in den USA. 1965 sprach Martin Luther King im Temple Israel of Hollywood.
Nach dem Tod ihres Mannes im Juli 1974 widmete sich Ruth Nussbaum ganz der zionistischen Bewegung und wurde stellvertretende Vorsitzende der Association of Reform Zionists of America (ARZA) sowie Co-Vorsitzende der Frauenabteilung im United Jewish Welfare Fund. Sie hielt zahlreiche Vorträge auf Konferenzen im In- und Ausland und wurde 1979 mit dem Shield of Zion Award der American Zionist Federation ausgezeichnet. 1992 wurde der Altarraum des Temple Israel of Hollywood zu Ehren Max und Ruth Nussbaums nach ihnen benannt. Eine Widmung, die sowohl Rabbiner als auch Rebbetzin einer Synagoge ehrt, ist bisher einmalig. Max Nussbaum gilt als bedeutendster Rabbiner in der Geschichte des Temple Israel of Hollywood. Als er die Gemeinde übernahm, zählte sie etwa 300 Mitglieder, Anfang der 1970er Jahre waren es bereits 1.000 Familien. 1994 erschien der Sammelband Max Nussbaum: From Berlin to Hollywood, der grundlegende Essays und Reden zusammenfasst. Ruth Nussbaum fungierte dabei als Nachlasssichterin, Übersetzerin (ursprünglich deutschsprachiger Beiträge) und Mitherausgeberin. 1996 verlieh das Hebrew Union College Ruth Nussbaum die Ehrendoktorwürde. 2005 wurde sie als erste mit dem neu geschaffenen Roland-Gittelsohn-Preis der ARZA geehrt. Zu dieser Zeit hatte sie gerade an einem neuen Machsor für den Temple Israel of Hollywood mitgearbeitet. Sie starb am 27. April 2010 im Alter von 98 Jahren.

## Über Ruth Nussbaum
“Ruth was sui generis, unique, wondrous and beautiful in form, heart, mind, soul, and spirit. So very intelligent, astute, gracious, kind and refined, Ruth mixed easily with people of every age and station, from the most simple to world class leaders and intellects.”

„Ruth war wie keine andere, einzigartig, erstaunlich und wohlgeraten hinsichtlich Gestalt, Herz, Verstand, Seele und Geist; überaus intelligent, klug, gnädig, freundlich und raffiniert. Ruth fand leicht Zugang zu Menschen jeden Alters und jeder Stellung, von den einfachsten Leuten bis zu den führenden Köpfen dieser Welt.“